# Oedaleonotus borckii
Oedaleonotus borckii är en insektsart som först beskrevs av Carl Stål 1861.  Oedaleonotus borckii ingår i släktet Oedaleonotus och familjen gräshoppor. Inga underarter finns listade i Catalogue of Life.